# تل العمارة
العمارنة قرية سوريّة تتبع إداريّاً لمحافظة حلب منطقة جرابلس ناحية مركز جرابلس، بلغ تعداد سكانها 1,050 نسمة حسب التعداد السكاني لعام 2004.